# 愛迪達體育館
愛迪達體育館，原名為拉沙佩勒門體育館（法語：Adidas Arena），是一座位於巴黎十八區的多功能和模組化大廳。
體育館在舉辦體育賽事時可容納8,000人，舉辨演唱會和表演時可容納9,000人，還有兩個供當地俱樂部和居民使用的體育館。

## 運用
它原本打算用來舉辦2024年夏季奧運會的角力項目和男子籃球預賽，然後再承辦帕奧會乒乓球比賽。最後，羽毛球和韻律體操於此舉辦，接著舉辦帕運會的羽毛球和舉重項目。體育館落成後，它將成為巴黎籃球的主場，以及巴黎聖日耳曼手球舉辦大型比賽的場地。

## 外部連結
维基共享资源上的相關多媒體資源：愛迪達體育館
- 官方网站